# Misura di probabilità neutrale al rischio
In finanza, la misura di probabilità neutrale al rischio è una misura di probabilità sotto la quale il prezzo corretto (ossia, di non arbitraggio) di un'attività finanziaria è pari al suo valore atteso futuro scontato al tasso privo di rischio. È anche nota come misura a martingala equivalente (dall'inglese equivalent martingale measure).

## Definizione
Il nome di misura di probabilità neutrale al rischio deriva dal fatto che, sotto di essa, tutte le attività finanziarie dell'economia hanno il medesimo tasso di rendimento atteso (detto privo di rischio), a prescindere dalla loro rischiosità. Ciò accade in contrasto con la misura cosiddetta fisica, ossia la "vera" distribuzione di probabilità dei rendimenti, in base alla quale in genere titoli caratterizzati da una maggiore rischiosità hanno un rendimento in media più elevato (sono caratterizzati cioè da un premio per il rischio positivo). 
Formalmente, in un'economia con {\displaystyle N} titoli dal rendimento rischioso, i cui prezzi sono denotati da {\displaystyle S_{n}}, {\displaystyle n=1,\ldots ,N}, un titolo dal rendimento privo di rischio {\displaystyle B}, e in cui l'evoluzione futura dei titoli rischiosi segue una misura di probabilità  "fisica" {\displaystyle \mathbb {P} }, la misura di probabilità neutrale al rischio {\displaystyle \mathbb {Q} } è una misura tale che:
1. {\displaystyle \mathbb {Q} } è equivalente a {\displaystyle \mathbb {P} } (nel senso che per ogni evento {\displaystyle \ \omega } tale che {\displaystyle \mathbb {P} (\omega )=0}, anche {\displaystyle \mathbb {Q} (\omega )=0} e viceversa, per ogni evento {\displaystyle \ \omega } tale che {\displaystyle \mathbb {Q} (\omega )=0}, anche {\displaystyle \mathbb {P} (\omega )=0} );
2. I processi dei prezzi scontati {\displaystyle \ S_{n}^{*}(t)=S_{n}(t)/B(t)}, {\displaystyle n=1,\ldots ,N} sono delle martingale rispetto alla misura {\displaystyle \mathbb {Q} }, ossia:

{\displaystyle S_{n}^{*}(t)={\mbox{E}}_{\mathbb {Q} }\left[S_{n}^{*}(s)|{\mathcal {F}}_{t}\right]\quad 0\leq t\leq s}
dove {\displaystyle \ {\mbox{E}}_{\mathbb {Q} }} denota il valore atteso condizionato alla σ-algebra {\displaystyle {\mathcal {F}}_{t}} e rispetto alla misura {\displaystyle \mathbb {Q} }. La σ-algebra {\displaystyle {\mathcal {F}}_{t}} rappresenta l'informazione disponibile al tempo {\displaystyle t}.

## Misura neutrale al rischio e prezzi di non arbitraggio
Il ricorso alla misura di probabilità neutrale al rischio consente di derivare immediatamente l'espressione per il prezzo di non arbitraggio di un titolo, con una metodologia detta risk-neutral pricing. Si supponga che un titolo assicuri al tempo {\displaystyle T} un valore dato dalla funzione {\displaystyle \ H_{T}}; si denoti il fattore di sconto dal tempo {\displaystyle 0} al tempo {\displaystyle T} tramite {\displaystyle \ P(0,T)}, e siano {\displaystyle \ \mathbb {P} } e {\displaystyle \ \mathbb {Q} } rispettivamente la misura fisica e la misura neutrale al rischio. In base alla definizione di misura a martingala equivalente, il valore al tempo {\displaystyle 0} del titolo è:
{\displaystyle \ H_{0}=P(0,T){\mbox{E}}_{\mathbb {Q} }\left[H_{T}\right]}
Lo stesso risultato può essere espresso in termini della misura fisica come:
{\displaystyle \ H_{0}={\mbox{E}}_{\mathbb {P} }\left[{\frac {d\mathbb {Q} }{d\mathbb {P} }}H_{T}\right]}
dove {\displaystyle \ {\frac {d\mathbb {Q} }{d\mathbb {P} }}} è la derivata di Radon-Nikodym di {\displaystyle \mathbb {Q} } rispetto a {\displaystyle \mathbb {P} } (che nell'espressione sopra riveste il ruolo del fattore di sconto stocastico).
Un dato mercato può essere caratterizzato da più misure di probabilità neutrali al rischio; nel caso in cui la misura neutrale al rischio sia unica, il prezzo di non arbitraggio di ciascun titolo è anch'esso unico; quest'ultimo risultato va sotto il nome di (secondo) teorema fondamentale dell'asset pricing.

## Illustrazioni

### Tempo discreto
Si consideri un modello in tempo discreto (in cui cioè si scandisce il tempo tramite un insieme di indici {\displaystyle \ t=0,1,\ldots ,T}), e un titolo il cui prezzo è {\displaystyle \ S_{0}} al tempo {\displaystyle t=0}, e che può valere {\displaystyle \ S_{1}^{u}=S_{0}u} o {\displaystyle \ S_{1}^{d}=S_{0}d}, {\displaystyle u>1>d}, al tempo {\displaystyle t=1} (quindi {\displaystyle S_{2}} sarà {\displaystyle S_{0}u^{2}}, {\displaystyle S_{0}ud} o {\displaystyle S_{0}d^{2}}, e così via); si ipotizzi che il tasso d'interesse privo di rischio sia pari a {\displaystyle \ r_{f}} tale che {\displaystyle (1+r_{f})\in (d,u)}. La misura di probabilità neutrale al rischio in questo caso è data da un vettore di probabilità {\displaystyle \ (\pi ^{*},1-\pi ^{*})}, tale che il prezzo scontato del titolo è una martingala:
{\displaystyle \ S_{0}=\pi ^{*}{\frac {S_{1}^{u}}{1+r_{f}}}+(1-\pi ^{*}){\frac {S_{1}^{d}}{1+r_{f}}}}
È immediato verificare che esiste un'unica misura di probabilità che soddisfa tale condizione, data da:
{\displaystyle \ \pi ^{*}={\frac {(1+r_{f})-d}{u-d}};\quad 1-\pi ^{*}={\frac {u-(1+r_{f})}{u-d}}}
Questa è la più semplice versione del noto modello binomiale; una versione più sofisticata è quella proposta nel modello di Cox-Ross-Rubinstein. Il prezzo di un titolo derivato da {\displaystyle \ S} il cui valore al tempo {\displaystyle \ T} è descritto dalla funzione {\displaystyle \ H_{T}(S_{T})} sarà dato da:
{\displaystyle \ H_{0}={\frac {1}{(1+r_{f})^{T}}}\sum _{j=0}^{T}\left({\begin{matrix}T\\j\end{matrix}}\right)\left(\pi ^{*}\right)^{j}\left(1-\pi ^{*}\right)^{T-j}H_{T}(S_{0}u^{j}d^{T-j})}
dove {\displaystyle \ \left({\begin{matrix}T\\j\end{matrix}}\right)={\frac {T!}{j!(T-j)!}}} è un coefficiente binomiale. Ad esempio, nel caso di un'opzione call sul titolo, con strike price {\displaystyle \ K}, l'espressione sopra risulta:
{\displaystyle \ H_{0}={\frac {1}{(1+r_{f})^{T}}}\sum _{j=0}^{T}\left({\begin{matrix}T\\j\end{matrix}}\right)\left(\pi ^{*}\right)^{j}\left(1-\pi ^{*}\right)^{T-j}\max \left\{S_{0}u^{j}d^{T-j}-K,0\right\}}
Per quanto approssimativo, e basato sulla "forza bruta," questo approccio è alla base di numerosi metodi numerici per la valutazione dei titoli derivati.

### Tempo continuo
Si consideri un'economia in tempo continuo (in cui cioè il tempo è rappresentato come un sottoinsieme di {\displaystyle \ \mathbb {R} _{+}}), in cui sono scambiati sul mercato un titolo azionario, un titolo dal rendimento (istantaneo) privo di rischio {\displaystyle \ r_{f}dt}, e che il modello che descrive l'evoluzione del prezzo del titolo rischioso {\displaystyle \ S} sia quello di Black e Scholes, in cui {\displaystyle \ S} soddisfa l'equazione differenziale stocastica:
{\displaystyle \ dS_{t}=\mu S_{t}dt+\sigma S_{t}dW_{t}}
dove {\displaystyle \ dW_{t}} è un moto browniano standard rispetto alla misura fisica. Si definisca:
{\displaystyle {\tilde {W}}_{t}=W_{t}+{\frac {\mu -r_{f}}{\sigma }}t}
Il teorema di Girsanov implica che esiste una misura di probabilità {\displaystyle \ \mathbb {Q} } sotto la quale {\displaystyle {\tilde {W}}_{t}} è un moto browniano standard. Dal punto di vista economico, la grandezza
{\displaystyle {\frac {\mu -r_{f}}{\sigma }}}
è interpretabile come il premio per il rischio di mercato (con voce inglese, market price of risk). Sostituendo all'interno dell'equazione differenziale stocastica originale l'espressione per {\displaystyle \ dW_{t}} in termini di {\displaystyle \ d{\tilde {W}}_{t}}, si ha:
{\displaystyle \ dS_{t}=r_{f}S_{t}dt+\sigma S_{t}d{\tilde {W}}_{t}}
Risulta dunque: 
{\displaystyle \ {\mbox{E}}_{\mathbb {Q} }\left[{\frac {dS_{t}}{S_{t}}}\right]=r_{f}dt}
così che il tasso di rendimento istantaneo atteso è pari al tasso di rendimento privo di rischio.